# Collepiano-Boschini
Collepiano-Boschini (Koromači-Boškini in sloveno pronuncia [kɔɾɔˈmaːtʃi bɔˈʃkiːni]) è un insediamento (naselje) di 34 abitanti, della municipalità di Capodistria della regione statistica Carsico-litoranea della Slovenia.
L'area faceva tradizionalmente parte della regione storica del Litorale, ora invece è inglobata nella regione Carsico-litoranea.